# Caseiros
Caseiros is een gemeente in de Braziliaanse deelstaat Rio Grande do Sul. De gemeente telt 3.132 inwoners (schatting 2009).